# Mount Gillmor
Mount Gillmor ist ein 2185 m hoher und größtenteils eisfreier Berg im ostantarktischen Viktorialand. In den Usarp Mountains ragt er an der Südflanke des Kopfendes des Svendsen-Gletschers auf.
Der United States Geological Survey (USGS) kartierte ihn anhand eigener Vermessungen und Luftaufnahmen der United States Navy aus den Jahren von 1960 bis 1962. Das Advisory Committee on Antarctic Names benannte ihn 1964 nach dem US-amerikanischen Ionosphärenphysiker Charles Stewart Gillmor (* 1938), Austauschwissenschaftler auf der Mirny-Station im Jahr 1961.